# Aleea de tei dintre satele Pavlovca și Larga
Aleea de tei dintre satele Pavlovca și Larga este o arie protejată din Republica Moldova, reprezentând un monument de arhitectură peisagistică. Are o suprafață de 3 ha. În 1998, se afla în administrarea Primăriei comunei Larga. În 2016, primăria raporta uscarea unor copaci de pe alee.  Este cel mai vestic monument de arhitectură peisagistică din țară.